# Cabanas, Galicia
Cabanas 43°25′10,57″B 8°10′20,64″T / 43,41667°B 8,16667°T là một đô thị của Ferrolterra phía tây bắc Tây Ban Nha ở tỉnh A Coruña tại Galicia. Đây là một khu vực rộng 30.2 km², có dân số 3.368 (đánh giá năm 2004) và mật độ dân số là 111.52 người/km². Ferrolterra có dân cư tập trung lớn thứ ba ở Galicia, và dân số rải rác trên 211.000 (2005).
Bản mẫu:Ferrolterra
Bản mẫu:Andrade Lands